# OpenProject
OpenProject est un système de gestion de projet basé sur le Web pour la collaboration d’équipe ,,,,. Cette application open source est publiée sous la licence publique générale GNU version 3 est continuellement développée par une communauté open-source active[réf. obsolète]. 
En plus de nombreuses petites installations OpenProject, il existe aussi de très grandes installations dans des structures d'envergure internationale avec plus de 2 500 projets[réf. obsolète].

## Caractéristiques
- Gestion de projet et jalons
- Gestion des problèmes
- Suivi des bogues
- Calendrier du projet
- Wiki
- Gestion de documents
- Forum
- Suivi du temps
- Nouvelles du projet

Il permet de faire apparaître des diagrammes de Gantt qui sont un outil souvent utilisé  en ordonnancement et gestion de projets permettant de visualiser dans le temps les diverses tâches composant un projet[réf. obsolète].

## Fondation OpenProject
La fondation OpenProject a été créée par les développeurs et les utilisateurs d’OpenProject en octobre 2012. Après la fondation de l'association en avril 2013, elle a été enregistrée (VR 32487) en juin sur le registre de l'Amtsgericht (tribunal d'instance) de Berlin-Charlottenburg. L'association fournit un cadre organisationnel pour les décisions techniques et la propagation, l'accélération et la pérennisation du développement par la communauté mondiale et par une équipe de développement à plein temps, financée par les membres de la Fondation OpenProject[réf. obsolète]. 
L'association poursuit les objectifs suivants  :
1. établir et promouvoir une communauté active et ouverte de développeurs, utilisateurs et entreprises pour le développement continu du logiciel de collaboration de projet open source OpenProject;
2. définir et développer la vision du projet, le code de conduite et les principes de l'application;
3. créer des politiques de développement et assurer leur conformité;
4. définir et faire évoluer les processus de développement et d'assurance qualité;
5. fournir le code source au public;
6. fournir et exploiter la plate-forme OpenProject.

L'association ne poursuit pas d'objectifs économiques propres. 

## L'histoire
OpenProject est développé depuis 2010 avec le projet ancêtre ChiliProject. La motivation initiale de ce fork était les exigences de performance, de sécurité et d'accessibilité des membres fondateurs d'OPF, qui n'étaient pas facilement accessibles par les plugins pour Redmine ou ChiliProject.

## Développements récents et futurs
Le calendrier de publication actuel et la feuille de route du développement futur peuvent être observés et discutés sur la plate-forme de développement OpenProject. 
Outre le développement de nouvelles fonctions, les objectifs techniques suivants sont poursuivis dans le cadre du refactoring :
- développer une nouvelle API v3 ;
- reconstruire le module de package de travail avec AngularJS en tant qu'application d' une seule page ;
- reconstruire la structure CSS à l'aide du framework CSS Foundation for Apps.

## Prix
En août 2011, OpenProject a remporté le premier prix dans la catégorie "Best Practice" du concours open source de la Fondation pour la technologie de Berlin "Le futur de Berlin est ouvert" ,. 
En avril 2018, OpenProject a remporté le prix INNOVATIONSPREIS-IT 2018 de l'Initiative Mittelstand dans la catégorie Open Source. 
En octobre 2018, OpenProject a remporté le prix Open Source Business Award (OSBAR, «OpenSource-Oscar») en argent.